# سه چهره یک زن
سه چهره یک زن (ایتالیایی: I tre volti) یک فیلم کمدی ایتالیایی سه اپیزودی به کارگردانی میکل‌آنجلو آنتونیونی، مائورو بولونینی و فرانکو ایندووینا است که در سال ۱۹۶۵ منتشر شد.

## بازیگران
- ثریا اسفندیاری
- آلبرتو سوردی
- ریچارد هریس
- دینو د لائورنتیس
- خوزه لوئیس د ویلایونگا
- گوفردو آلساندرینی
- ناندو آنجلینی